# Eshref Shevky
Eshref Shevky (geboren Februar 1893 in Konstantinopel; gestorben 13. Oktober 1969 in Altadena) war ein Soziologe und Hochschullehrer an der University of California, Los Angeles (UCLA).

## Leben
Eshref Shevky entstammt einer türkischen Familie, deren Mitglieder über einen langen Zeitraum im öffentlichen Dienst ihres Landes tätig waren. Sein Vater war der Finanzdirektor der türkischen Marine und später ein Beamter der Vermessungsbehörde. Ein Onkel war als Gouverneur in Syrien tätig und ein Großonkel war Beamter des Finanzministeriums. Unter seinen Geschwistern befand sich ein Bruder, der als frühes Mitglied des Komitees für Einheit und Fortschritt gilt und ein anderer Bruder wirkte als Sozialhistoriker und Publizist. Beide Brüder engagierten sich in der Dezentralisierungsbewegung („Organisation für Private Initiative und Dezentralismus“) von Prinz Sabahaddin, aus deren Mitte auch die Reform der türkischen Schriftsprache hervorging. Die Bewegung nahm Bezug auf die Arbeiten des französischen Sozialforschers Pierre Guilleaume Fréderic Le Play; sein Bruder Mahmet Ali Shevky nutzte dessen Methoden für Studien der experimentellen Soziologie an der damaligen Universität in Konstantinopel. In diesem familiären Umfeld wuchs Eshref Shevky auf und seine wissenschaftliche Ausbildung begann mit Feldarbeiten auf diesen Themenfeldern.
Zur Fortsetzung seines weiteren Ausbildungsweges ging Eshref Shevky in die Vereinigten Staaten und war nach seiner Aufnahme an der Stanford University im Bereich der experimentellen Medizin tätig, wo er 1922 dafür einen Ph. D. erwarb. Sein Interesse an der Verbindung von Theorie und Praxis in Feldstudien begann sich hier zu erneuern. Darum übernahm Eshref Shevky die Leitung des Tewa-Basin-Studienprojekts in New Mexico (United States. Bureau of Indian Affairs. Indian Land Research Unit).
Zwischen 1935 und 1941 leitete Eshref Shevky die Abteilung Economic Surveys for the Southwest Region im U. S. Soil Conservation Service (heute Natural Resources Conservation Service). Im Verlaufe dieser Tätigkeit war er zeitweiliges Mitglied des interministeriellen Rio Grande Committee. Im Jahre 1940 nahm Shevky in der Funktion als Technischer Berater in der US-amerikanischen Delegation an der First Inter-American Conference on Indian Life im mexikanischen Pátzcuaro teil, die sich mit der Situation indigener Bevölkerungsgruppen innerhalb der amerikanischen Nationen und deren kulturellen Pluralismus befasste. 1945 beteiligte er sich als Mitglied des Pacific Coast Committee on Community Studies im Social Science Research Council.
Für sein wichtigstes wissenschaftliches Lebenswerk legte er zwischen 1944 und 1949 den Grundstein. Während dieser Zeit war Eshref Shevky als Soziologe bei der Haynes-Stiftung tätig, wobei er in Los Angeles eine Methode der Sozialforschung in stadträumlichen Beziehungen unter dem Blickwinkel lebensweltorientierter Quartiere entwarf. Im Verlaufe dieser Arbeiten und mit der Soziologin Marilyn Williams prägte sich bei deren gemeinsamen Arbeiten ein analytischer Stil heraus, der später als Soziologische Stadtforschung bzw. Sozialraumanalyse bezeichnet wurde. Gemeinsam publizierten sie ihren methodischen Ansatz in dem 1949 erschienenen Werk The social areas of Los Angeles, analysis and typology. Die in diesem Zusammenhang ausgearbeiteten theoretischen Ansätze und Methoden fanden schließlich international in ganz unterschiedlichen kulturellen Kontexten Anwendung.
Nach seiner Berufung zum Lehrstuhlinhaber im Jahre 1950 begann sich Eshref Shevky am Aufbau eines Programms für Nahost-Studien an der University of California zu beteiligen. Im weiteren Fortgang dieser Arbeiten gewann er zunehmend internationales Ansehen. An seiner Universität lehrte er am Department of Anthropology and Sociology und war bis zum Ende seines Lebens am Hochschulprozess aktiv beteiligt.
Eshref Shevky war mit Elizabeth Shevky verheiratet.

## Ausgewählte Werke
- Eshref Shevky & Marilyn Williams: The social areas of Los Angeles, analysis and typology. John Randolph Haynes and Dora Haynes Foundation, Berkeley 1949 (mehrfach aufgelegt)
- Wendell Bell & Eshref Shevky: Social area analysis: theory, illustrative application and computational procedures. Stanford University Press, Stanford 1955